# Tröckener Kecks
De Tröckener Kecks was een Nederlandse rockgroep uit Amsterdam.

## Geschiedenis
In mei 1980 namen Rick De Leeuw en Leo Kenter, die elkaar kenden van kostschool, het initiatief tot het oprichten van een punkband. In tegenstelling tot de andere Amsterdamse punkbands in de dagen van 'Geen Woning Geen Kroning' waren de Tröckener Kecks apolitiek. 
De band vond nauwelijks aansluiting bij wat destijds wel de Second Wave werd genoemd (bands als The Ex, The Workmates, Infexion en Nitwitz). Wat betreft het uitbrengen van platen gingen de Kecks wel te werk volgens het 'do it yourself'-punkbeginsel. Tot en met 1987 werden platen in eigen beheer uitgebracht. De eerste single Rick Ringers kwam in 1981 uit. Het plaatje werd opgenomen met gitarist Arjan Boonacker, die de band al snel verliet om verder te gaan in Frites Modern. Compositorisch droeg hij nog wel bij aan de debuut-lp van Kecks, Schliessbaum, maar als gitarist was hij vervangen door Piet van Dijk, die voorheen bij Panic speelde. 
De Kecks maakten punk die is geïnspireerd door The Buzzcocks en vooral The Undertones, met veel aandacht voor de koortjes ('ringdong ringdongelingelong'). De bezeten maar melodieuze zang van Edward van Tilburg viel vooral op door de teksten: macabere, absurdistische verhaaltjes die blijkgeven van een loepzuiver taalgevoel.
In 1982 nam Piet van Dijk de zang over van Van Tilburg, maar op zijn beurt werd hij al snel vervangen door Rick de Leeuw. 
De muziek veranderde steeds meer in rock en pop, zeker met de komst van Rob van Zandvoort als toetsenist in vaste dienst in 1995.
Bekende nummers in de loop der jaren waren "Nu of nooit", "Met hart en ziel" en "Het komt nooit meer goed".
Het poëtische album >TK wordt vaak geroemd als de bekroning van de carrière van de band. Tevens tekende de band op dat album voor een van de langste songtitels ooit: "Zou je niettegenstaande de recente gebeurtenissen toch nog een verblijf op amoureus gebied in overweging willen nemen alsjeblieft".
Roemrucht bleven echter toch de energieke live-optredens. Het laatste album van de band is dan ook een live opgenomen dubbelalbum, getiteld Meer niet! en opgenomen in de Tilburgse 013.
De populairste persoon van de band was zanger/schrijver Rick de Leeuw. Het is enigszins opmerkelijk dat drummer Leo Kenter aanvankelijk de teksten schreef omdat De Leeuw tegenwoordig zelf, net als Kenter, fictie en poëzie schrijft.
Het makkelijkst benaderbaar voor de fans was bassist Theo Vogelaars, die voor en na elk optreden de merchandise verzorgde. Hij droeg steevast een rode baret (toen deze uit elkaar viel vervangen door een wollen mutsje) en bespeelde zijn basgitaar altijd alsof het zijn laatste keer zou zijn. Na het uiteenvallen van de Kecks richtte hij De Snevo's op.
Toen in 2001 Rob van Zandvoort aankondigde de band te willen verlaten, ging ook Rick de Leeuw hierover nadenken. Dat betekende het - niet door alle bandleden gewenste - einde van de band. Er werd nog een afscheidstournee gegeven en het laatste optreden vond plaats op 30 december in het LVC te Leiden. 
In november 2022 kondigde de band vanuit het Facebookaccount >tkopvinyl aan dat het laatste album ( >TK uit 2000) voor het eerst op vinyl zou verschijnen in december. Een aangekondigde signeersessie in de platenwinkel Concerto Recordstore op de Utrechtsestraat in Amsterdam op 16 december mondde uit in een kort akoestisch verrassingsoptreden, voorafgegaan door een Q&A onder leiding van KINK DJ Michiel Veenstra. De verkoop van >TK verliep zo voorspoedig dat de band de eerste positie nam in de Nationale Vinylchart (Vinyl 33, Dutchcharts) van week 51, de lijst waarin louter LP's worden opgenomen. Het album kwam na 22 jaar ook opnieuw binnen in de Album Top 100, op nummer 39, en behaalde daarmee de hoogste positie die de Tröckener Kecks in hun carrière bereikt hadden in de nationale albumchart.

## Naam
De naam 'Tröckener Kecks' is afkomstig van een pak biscuitjes waarvan de naam enigszins werd aangepast met onder meer een buitenlands lijkende "ö". Dit omdat het in de begintijd van de band niet populair was om in het Nederlands te zingen en de band niet te zeer een Nederlandse naam wilde hebben.

## Discografie

### Singles
| Single met eventuele hitnotering(en) in de Nederlandse Top 40 | Datum van verschijnen | Datum van binnenkomst | Hoogste positie | Aantal weken | Opmerkingen |
| ------------------------------------------------------------- | --------------------- | --------------------- | --------------- | ------------ | ----------- |
| Rik Ringers                                                   | 1981                  |                       |                 |              |             |
| Niet alle meisjes zijn verliefd op Kors                       | 1982                  |                       |                 |              |             |
| Met hart en ziel                                              | 24-11-1990            | 1990                  | 34              | 3            |             |
| Paradijs                                                      | 16-8-1997             | 1997                  | tip19           | 7            |             |
| Niemand thuis                                                 | 22-1-2000             | 2000                  | tip5            | 4            |             |

### Albums
| Album met eventuele hitnotering(en) in de Nederlandse Album Top 100 | Datum van verschijnen | Datum van binnenkomst | Hoogste positie | Aantal weken | Opmerkingen |
| ------------------------------------------------------------------- | --------------------- | --------------------- | --------------- | ------------ | ----------- |
| Schliessbaum                                                        | 1981                  |                       |                 |              |             |
| In de krochten van de geest                                         | 1983                  |                       |                 |              |             |
| Betaalde liefde                                                     | 1985                  |                       |                 |              |             |
| Een op een miljoen                                                  | 1987                  |                       |                 |              |             |
| De jacht                                                            | 11-03-1989            |                       | 40              | 11           |             |
| Meer! Meer! Meer!                                                   | 1989                  |                       |                 |              |             |
| Met hart en ziel                                                    | 27-10-1990            |                       | 61              | 6            |             |
| Andere plaats, andere tijd                                          | 2-5-1992              |                       | 52              | 8            |             |
| Het grote geheim                                                    | 16-4-1994             |                       | 54              | 7            |             |
| Hotel Nostalgia                                                     | 1995                  |                       |                 |              |             |
| Dichterbij dan ooit                                                 | 1997                  |                       |                 |              |             |
| >TK                                                                 | 26-2-2000             |                       | 57              | 3            |             |
| Meer niet!                                                          | 9-3-2002              |                       | 72              | 3            |             |

### NPO Radio 2 Top 2000
| Nummer met noteringen in de NPO Radio 2 Top 2000 | '06  | '07  | '08  | '09  | '10  | '11  | '12  | '13  | '14  | '15  | '16  | '17  | '18  | '19  | '20  | '21  | '22  | '23  | '24  |
| ------------------------------------------------ | ---- | ---- | ---- | ---- | ---- | ---- | ---- | ---- | ---- | ---- | ---- | ---- | ---- | ---- | ---- | ---- | ---- | ---- | ---- |
| Met hart en ziel                                 | 1509 | 1392 | 1945 | 1479 | 1545 | 1406 | 1539 | 1564 | 1403 | 1559 | 1886 | 1787 | 1839 | 1790 | 1889 | 1888 | 1922 | 1920 | 1947 |

1. ↑  Een vetgedrukt getal geeft de hoogste notering aan.
2. ↑  2006 was het eerste jaar met een notering voor dit nummer.